# أوسكار هارينجتون
أوسكار هارينجتون (بالإنجليزية: Wilfrid Harrington)‏ هو كاتب أيرلندي، ولد في 1927.